# Володимирівка (Софіївська сільська громада)
Володи́мирівка — село в Україні, у Софіївській сільській громаді Баштанського району Миколаївської області. Населення становить 57 осіб.